# 松永明
松永 明（まつなが あきら、1961年〈昭和36年〉8月16日 - ）は、日本の経済産業官僚。

## 来歴
埼玉県出身。開成高等学校を経て、1986年（昭和61年）3月、東京大学法学部を卒業し、同年4月、通商産業省へ入省（立地公害局）。
1989年4月、中小企業庁長官官房総務課総括係長。1991年6月から1993年6月まで人事院の政府派遣留学生としてハーバード・ロー・スクールに留学。
その後は地域経済産業の振興、中小企業政策、産業政策、経済協力政策などに携わり、通商政策局情報調査課長、経済産業政策局調査課長、製造産業局自動車課長、経済産業政策局産業構造課長、経済産業省大臣官房会計課長、中小企業庁事業環境部長、経済産業省大臣官房審議官（経済産業政策局担当）、地域経済産業審議官、経済産業省大臣官房福島復興推進グループ長などを歴任。途中、外務省や長崎大学に出向し、在ミャンマー日本国大使館一等書記官、大蔵大臣秘書官、長崎大学経済学部教授、内閣官房内閣参事官、内閣官房副長官補付内閣審議官、内閣府福島原子力事故処理調整総括官、国立情報学研究所客員教授、経済産業研究所コンサルティングフェローなどを務めた。また、東日本大震災以降、福島第一原子力発電所事故の被災者支援を担当するなど、福島県の復興に従事。
2019年（令和元年）7月5日、特許庁長官兼内閣府福島原子力事故処理調整総括官に就任。
2020年（令和2年）7月20日、内閣府福島原子力事故処理調整総括官に再任。
2021年（令和3年）4月27日、資源エネルギー庁処理水損害対応支援室長を兼任。
2022年（令和4年）3月31日、定年退職。
2024年（令和6年）5月24日、日本自動車工業会 副会長・専務理事に就任。